# موردور
موردور هي أرض خيالية ورد ذكرها في ملحمة سيد الخواتم للكاتب ج.ر.ر.تولكين. موردور هي الأرض التي يقبع فيها سورون ملك الظلمات والشرير الأكبر في الملحمة. من أشهر معالمها جبل الهلاك مكان صنع الخاتم الاوحد والمكان الوحيد الذي يمكن تدميره فيه. يذهب فرودو باغنز وصديقه سام إلى الجبل بغية تدمير الخاتم. وينجحون في ذلك في الجزء الثالث من الملحمة. يحرس موردور اتباع سورون من أورك وبشر، ومن الصعب اختراق اسوارها.